# Vladimir Vojnovič

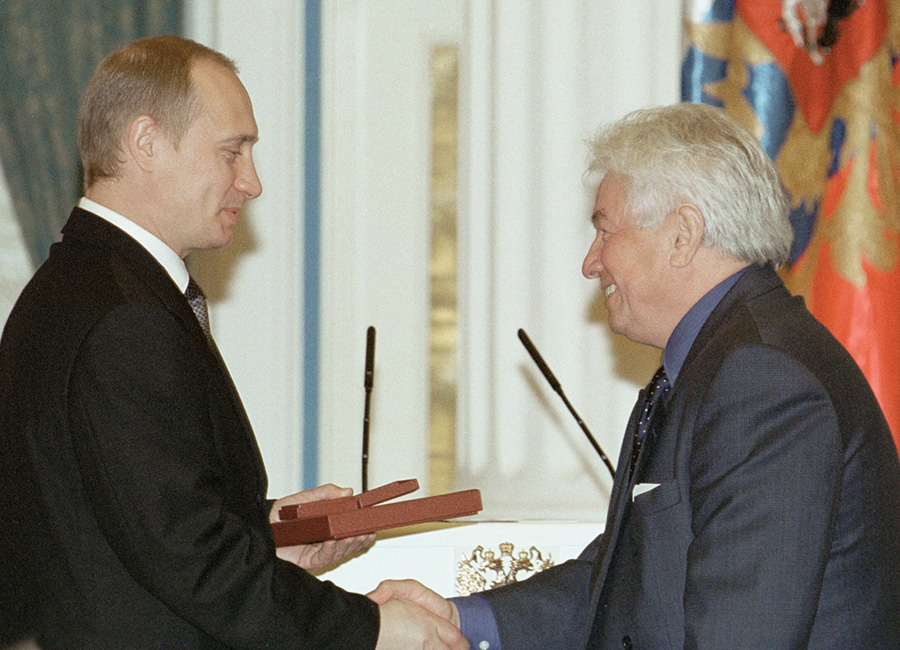
Vladimir Vojnovič (vpravo) přebírá Státní cenu Ruské federace za rok 2000 od prezidenta Vladimira Putina, 12. června 2001

Vladimir Nikolajevič Vojnovič (rusky: Владимир Николаевич Войнович, 26. září 1932 Stalinabad – 27. července 2018 Moskva) byl ruský spisovatel, básník a malíř.
Roku 1980 odešel do emigrace, žil v Německu a USA. Poté, co mu bylo v srpnu 1990 vráceno ruské občanství, se vrátil do vlasti a žil ve svém domě nedaleko Moskvy. V 90. letech 20. století se začal také více zabývat malířstvím a v roce 1996 měl výstavu svých obrazů v jedné z moskevských galerií.

## Dílo

### Poezie
- Píseň kosmonautů
- Pretendent na trůn

### Prózy
- Ivankiáda – satira na způsob přidělování bytů v Rusku
- Dva kamarádi
- Život a neobyčejná dobrodružství vojáka Ivana Čonkina – zfilmováno Jiřím Menzelem, v tomto satirickém díle zesměšňuje sovětský způsob vlády. Hlavním hrdinou je zde mladý člověk, který se netouží nechat zabít.